# Max Affolter
Max Affolter (Bern, 30 december 1923 - Olten, 8 maart 1991) was een Zwitsers jurist en politicus voor de Vrijzinnig-Democratische Partij (FDP/PRD) uit het kanton Solothurn.

## Biografie
Max Affolter was een zoon van Alfred Affolter, die directeur was van een bouwfirma. Na zijn schooltijd in Solothurn studeerde hij rechten aan de Universiteit van Zürich en in Ann Arbor in de Verenigde Staten. Hij werd advocaat en notaris en richtte in 1961 in Olten zijn advocatenkantoor op.
Van 1961 tot 1979 was hij lid van de Kantonsraad van Solothurn. Van 26 november 1979 tot zijn overlijden was hij lid van de Kantonsraad, waarvan hij van 26 november 1990 tot zijn overlijden voorzitter was. Hij legde zich vooral toe op economische thema's en op buitenlandse zaken. Hij overleed in functie op 8 maart 1991.

## Trivia
- In het Zwitserse leger bekleedde hij de rang van kolonel.